# José Freire Falcão

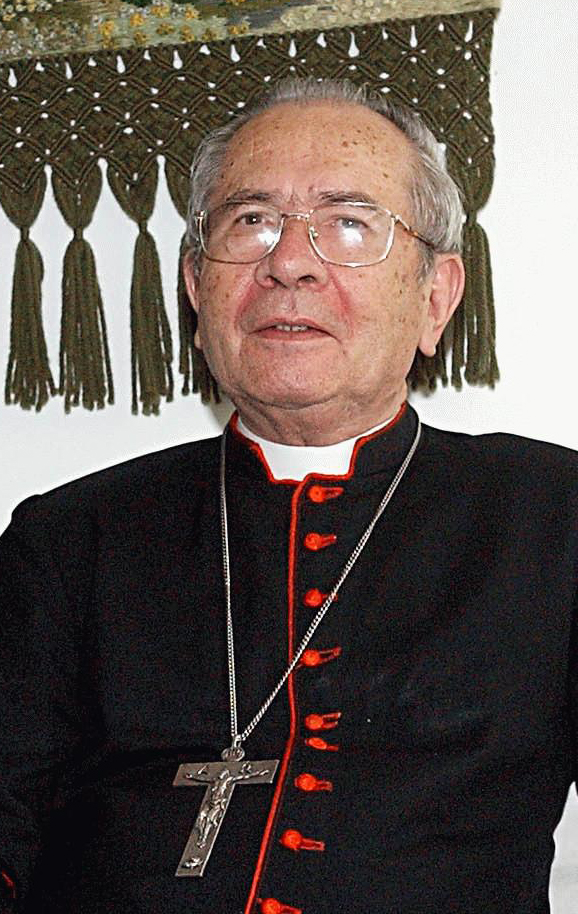
José Kardinal Freire Falcão (2003)

Kardinalswappen

José Kardinal Freire Falcão (* 23. Oktober 1925 in Ererê; † 26. September 2021 in Brasília) war ein brasilianischer Geistlicher und römisch-katholischer Erzbischof von Brasília.

## Leben
José Freire Falcão studierte ab 1938 am Priesterseminar im Vorort Prainha von Fortaleza Katholische Theologie. Er empfing am 19. Juni 1949 das Sakrament der Priesterweihe für das Bistum Limoeiro do Norte. Anschließend wirkte er bis 1967 als Gemeindeseelsorger, Lehrer und Pastor der Katholischen Aktion.
Am 24. April 1967 ernannte ihn Papst Paul VI. zum Titularbischof von Vardimissa und zum Koadjutorbischof von Limoeiro do Norte. Die Bischofsweihe spendete ihm der Erzbischof von Fortaleza, José de Medeiros Delgado, am 17. Juni desselben Jahres. Mitkonsekratoren waren der Bischof von Crato, Vicente de Paulo Araújo Matos, und der Bischof von Iguatu, José Mauro Ramalho de Alarcón Santiago. Mit dem Tod Aureliano de Matos’ am 19. August 1967 folgte er diesem als Bischof von Limoeiro do Norte nach.
Am 25. November 1971 wurde er zum Erzbischof von Teresina ernannt. Papst Johannes Paul II. ernannte ihn am 15. Februar 1984 zum Erzbischof von Brasília. Er war von 1987 bis 1991 Vizepräsident des Lateinamerikanischen Bischofsrates CELAM.
José Freire Falcão gehört dem Kardinalskollegium seit dem 28. Juni 1988 als Kardinalpriester mit der Titelkirche San Luca a Via Prenestina an. Er war Mitglied des Kardinalsrats für die Untersuchung organisatorischer und ökonomischer Problemfragen des Heiligen Stuhls.
Am 28. Januar 2004 legte er die Leitung des Erzbistums Brasília aus Altersgründen nieder. Knapp sechs Monate vor Vollendung seines 80. Lebensjahres und dem damit verbundenen Verlust des aktiven Papstwahlrechtes, nahm er am Konklave 2005 teil, in dem Benedikt XVI. zum Nachfolger Johannes Pauls II. gewählt wurde und war dabei der viertälteste Papstwähler. Am Konklave 2013 nach dem Rücktritt Benedikts XVI. nahm er wegen Überschreitung der Altersgrenze nicht mehr teil.
Kardinal Falcão starb im September 2021, im Alter von 95 Jahren, an einer COVID-19-Infektion.

## Schriften
- Santo Tomás de Aquino, teólogo e doutor da Igreja, 1985